# Copa México 1954-55
La Copa México 1954-55 fue la XXXIX edición del certamen copero del fútbol mexicano. Participaron los 12 equipos que conformaban la Primera División; América consiguió el bicampeonato del evento al vencer por la mínima diferencia al mismo rival que había derrotado un año antes, el Guadalajara. Una sola jugada definió el encuentro al inicio de la segunda mitad, José Lamadrid llegó con balón dominado hasta linderos del área, donde filtro para Cañibe, quien, habilitado por el "Bigotón" Jasso, anotó ante las protestas rojiblancas por un aparente fuera de lugar.

## Primera ronda

### Ida
| 5 de febrero de 1955 | Tampico                             | 2:0' | Irapuato |  |  |
|                      | Jorge Molina 12', Sergio Bernal 83' |      |          |  |  |

| 6 de febrero de 1955 | Guadalajara                                                                                   | 4:0' | Marte |  |  |
|                      | Adalberto López 42', Salvador Reyes 47', Crescencio Gutiérrez 69', Raúl Quevedo autogol' (84) |      |       |  |  |

| 6 de febrero de 1955 | Puebla | 0:0' | Atlante |  |  |

| 6 de febrero de 1955 | Necaxa | 0:3' | Toluca                                                        |  |  |
|                      |        |      | Mateo de la Tijera 51', Enrique Sesma 69', Gonzalo Iturbe 87' |  |  |

### Vuelta
| 13 de febrero de 1955 | Irapuato                                         | 2:2' | Tampico                                |  |  |
|                       | Enrique Carretero autogol' (46), Jaime Ortiz 82' |      | Guadalupe Díaz 36', Nicolás Téllez 42' |  |  |

| 13 de febrero de 1955 | Marte      | 1:4' | Guadalajara                                                                            |  |  |
|                       | Corona 87' |      | Crescencio Gutiérrez 14', Adalberto López 26', Francisco Flores 62', Raúl Arellano 89' |  |  |

| 13 de febrero de 1955 | Atlante                                                                 | 3:0' | Puebla |  |  |
|                       | Thelmo García 37', Salvador Farfán 60', Carlos Calderón de la Barca 70' |      |        |  |  |

| 13 de febrero de 1955 | Toluca | 0:3' | Necaxa                                                                 |  |  |
|                       |        |      | Enrique Llorente 42', Alfredo del Águila 50', Julio María Palleiro 75' |  |  |

#### Desempate
| 15 de febrero de 1955 | Toluca | 0:0 (3:6 en penales)' | Necaxa |  |  |

## Cuartos de final

### Ida
| 20 de febrero de 1955 | León                | 1:0' | Zacatepec |  |  |
|                       | Leocadio García 75' |      |           |  |  |

| 20 de febrero de 1955 | Oro | 0:1' | América               |  |  |
|                       |     |      | José Luis Lamadrid 3' |  |  |

| 20 de febrero de 1955 | Necaxa                   | 1:3' | Atlante                                    |  |  |
|                       | Julio María Palleiro 89' |      | Alcides Zamaro 14', 26', Ligorio López 70' |  |  |

| 20 de febrero de 1955 | Tampico               | 1:2' | Guadalajara                                              |  |  |
|                       | Grimaldo González 50' |      | Salvador Reyes Monteón 58', Francisco Flores Córdoba 82' |  |  |

### Vuelta
| 24 de febrero de 1955 | Zacatepec                               | 3:0' | León |  |  |
|                       | Mario Pérez 4', 26', Carlos Turcato 10' |      |      |  |  |

| 24 de febrero de 1955 | América                                                                 | 3:1' | Oro                  | Estadio Olímpico de la Ciudad de los Deportes, Ciudad de México |  |
|                       | José González 13', José Luis Lamadrid 15', Sabino Morales autogol' (69) |      | Héctor Hernández 46' |                                                                 |  |

| 24 de febrero de 1955 | Atlante                                                        | 2:1' | Necaxa                   |  |  |
|                       | Carlos Calderón de la Barca 2', Salvador Arizmendi penal' (56) |      | Julio María Palleiro 10' |  |  |

| 20 de febrero de 1955 | Guadalajara                                                               | 5:0' | Tampico |  |  |
|                       | Salvador Reyes 24', 83', Juan Jasso penal' (40), Adalberto López 85', 87' |      |         |  |  |

## Semifinales
| 3 de marzo de 1955 | América                 | 2:1' | Atlante                    | Estadio Olímpico de la Ciudad de los Deportes, Ciudad de México |  |
|                    | Manuel Cañibe 65', 132' |      | Guillermo García Vélez 12' |                                                                 |  |

| 3 de marzo de 1955 | Guadalajara                                                                         | 4:1' | Zacatepec          |  |  |
|                    | Crescencio Gutiérrez 26', Raúl Arellano 30', Rafael Rivera 33', Salvador Reyes 78'; |      | Carlos Turcato 90' |  |  |

## Final
| 6 de marzo de 1955 | América           | 1:0'    | Guadalajara | Estadio Olímpico de la Ciudad de los Deportes, Ciudad de México |                                 |
|                    | Manuel Cañibe 49' | Reporte |             | Asistencia: 36 000 espectadores                                 | Asistencia: 36 000 espectadores |

|                            |
| Campeón América 3.o título |

| Predecesor: 1953/54 | Temporadas de la Copa de México 1954/55 | Sucesor: 1955/56 |